# Comedón

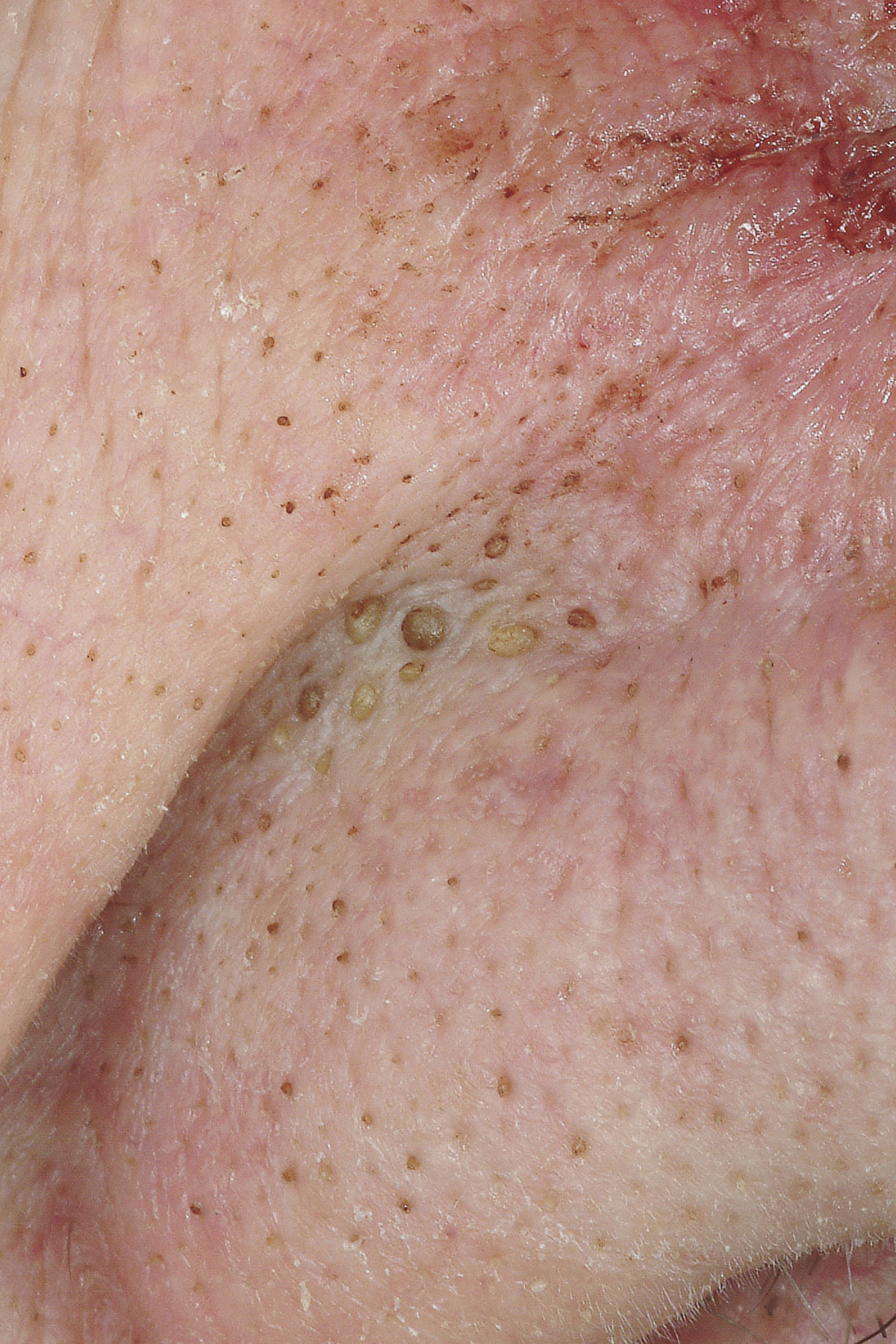
Múltiples comedones en el ala de la nariz.

El comedón, también conocido popularmente como espinilla o barro, es la eflorescencia primaria del acné. Un comedón surge cuando el canal del folículo donde drena la glándula sebácea se obstruye debido a una excesiva producción de queratina (hiperqueratosis).

## Etimología y antecedentes históricos
El término «comedón» designaba a un tipo de gusano parásito, cuyo nombre significaba literalmente ‘comilón’ y procedía del latín comedere (de com- ‘con’ y edere ‘comer’). El parecido físico con la eflorescencia de la piel al salir le valió a esta última recibir el nombre del gusano. Existía la superstición en los años previos al siglo XIX de que una multitud de enfermedades, incluida la catarata, se debían a los parásitos, incluyendo los susodichos comgranos
es y el delirio de parasitosis.

## Cuadro clínico
Los comedones tienden a aparecer sobre todo en la piel de la cara, generalmente en la nariz, y en la espalda, y son más frecuentes durante la adolescencia. 
El comedón puede ser abierto (punto negro) o cerrado (punto blanco). El comedón abierto adquiere una tonalidad oscura en el centro debido a la melanina y la oxidación de las grasas.
Si el comedón se infecta se convierte en una pústula, con presencia de pus en su interior.

## Tratamiento
Los comedones no se deben explotar, porque se pueden infectar o pueden dejar cicatrices e hiperpigmentación de manera permanente.
Como tratamiento de los comedones existen las tiritas queratolíticas –unas pequeñas cintas que sueltan el tapón y lo sacan suavemente–, y unos instrumentos llamados extractores de comedones. Son utilizados por dermatólogos y/o centros de belleza.